# Общество содействия обороне Украины
Общество содействия обороне Украины (укр. Товариство сприяння обороні України) — украинская общественная организация военного направления.

## История
12 марта 1923 года было учреждено Общество авиации и воздухоплавания Украины и Крыма. Впоследствии общество было реорганизовано (Доброхим, Аэрохим, Тсоавиахим). Общество играло важную роль в подготовке населения Украины к обороне накануне Второй мировой войны.
Осенью 1951 года было создано Добровольное общество содействия армии, авиации и флоту (ДОСААФ). Многие задачи реализовала республиканская организация: это и военно-патриотическое воспитание молодёжи, и развитие технических видов спорта, и обучение будущих воинов по военным, военно-техническим, авиационным и военно-морским специальностям. Спортсмены ДОСААФ Украины выступали на всесоюзных и международных соревнованиях. С 1958 по 1961 год украинские спортсмены-досаафовцы установили 17 мировых, 67 всесоюзных и 152 республиканских рекорда.
26 сентября 1991 года на 7 внеочередном съезде было принято решение о её реорганизации в Общество содействия обороне Украины. В принятом Уставе отмечалось, что ОСО Украины является правопреемником ДОСААФ республики, всеукраинской общественной организацией. В соответствии с Законом Украины «Об объединении граждан» ОСО Украины зарегистрировано 10 октября 1991 года Министерством юстиции как Всеукраинская общественная оборонно-патриотическая организация граждан. Её целью признано — содействие обороне и подготовке членов Общества к труду и защите Родины, а основными задачами и направлениями деятельности определены:
- представление и защиту законных интересов Общества в органах государственной власти и общественных организациях;
- патриотическое воспитание членов Общества; пропаганда среди населения Конституции и Законов Украины о защите Отечества;
- подготовка призывников по военно-техническим специальностям;
- участие в образовательной деятельности и подготовке для народного хозяйства кадров массовых технических профессий согласно законодательству Украины;
- развитие технических и прикладных видов спорта, а также служебного собаководства со всеми видами кинологической деятельности.

## Территориальные отделения
В состав ОСО Украины до 2014 года входили 24 областных, Крымская республиканская и Киевская городская организация.

## Деятельность общества
На территории Украины работают 13 026 первичных ячеек, объединяющих почти два миллиона граждан Украины. 8685 штатных работников возглавляют работу оборонных организаций, работают на предприятиях и в учреждениях Общества.

## Учебная деятельность

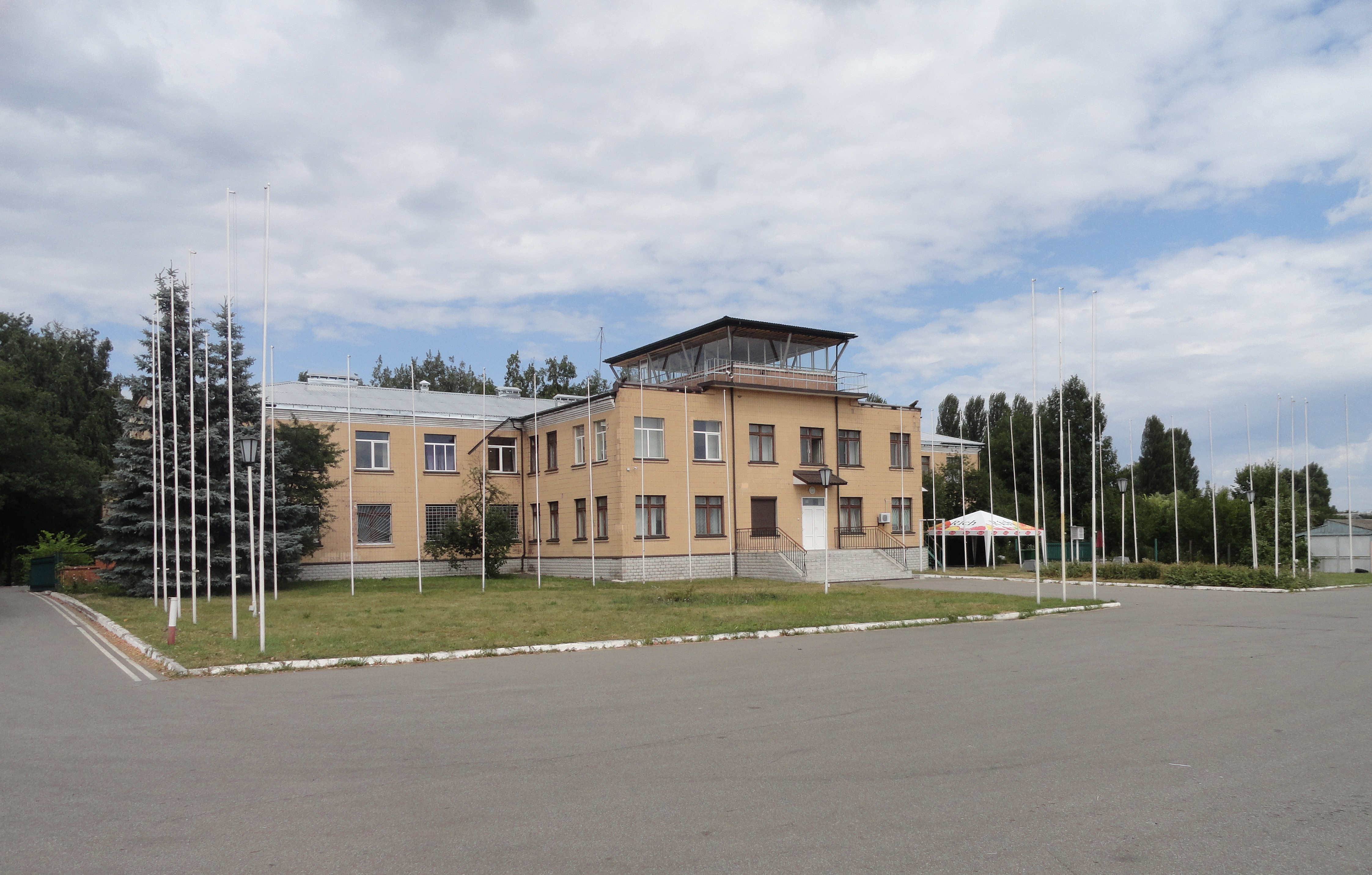
Контрольно-диспетчерский пункт аэродрома «Чайка»

При обществе функционируют 608 учебных заведений, в том числе 156 авиатехнических школ, 439 спортивно-технических клуба. За годы независимости Украины учебные заведения подготовили для нужд Вооруженных Сил и других военных формирований около 500 тысяч специалистов разных военных специальностей, подавляющее большинство продолжило службу в Вооруженных силах Украины.
В Обществе создано на базе автомобильных, технических и радиотехнических школ 9 вузов первого и второго уровней аккредитации — Донецкий колледж радиотехники и управления, Белоцерковский, Коростенский, Хустский и Шполянский технические колледжи, Фастовский и Черновицкий автомобильно-дорожные, Сокирянский и Берегометский политехнические техникумы. Уманская автомобильная школа ОСОУ, автомобильный спортивный комплекс «Чайка», аэродром «Чайка» под Киевом.
26 аэроклубов Общества выпускают в небо около 200 спортивных самолётов, вертолетов и планеров, эксплуатируют полторы тысячи парашютных систем.
По состоянию на 2014 год Общество содействия обороне Украины имело:
- почти 7,5 тысячи штатных работников,
- 5078 зданий и сооружений
- 874 гаражей и пунктов технического обслуживания автотранспорта,
- 56 составов горюче-смазочных материалов,
- 53 заправочных пункта,
- 168 складов,
- 8 казарм,
- 12 полигонов,
- 160 автодромов,
- 9 аэродромов,
- 98 мото- и автотрасс,
- 77 военных полос препятствий,
- 12 площадок служебного собаководства,
- 10 полей мотобола,
- 15 картодромов,
- 3 мототрека,
- 3 водные станции,
- 99 коллективных радиостанций,
- дворец водного спорта
- спортивно-технический комплекс «Чайка»,
- 524 оборонно-спортивных клуба,
- 146 школ ОСО Украины,
- 56 центров оборонно-технической работы,
- 29 авиационно-технических спортклубов,
- 144 стрелковых и 361 пневматический тир,
- 367 комнат хранения оружия,
- стрелковый комплекс «Снайпер».

## Почетный знак Общества содействия обороне Украины

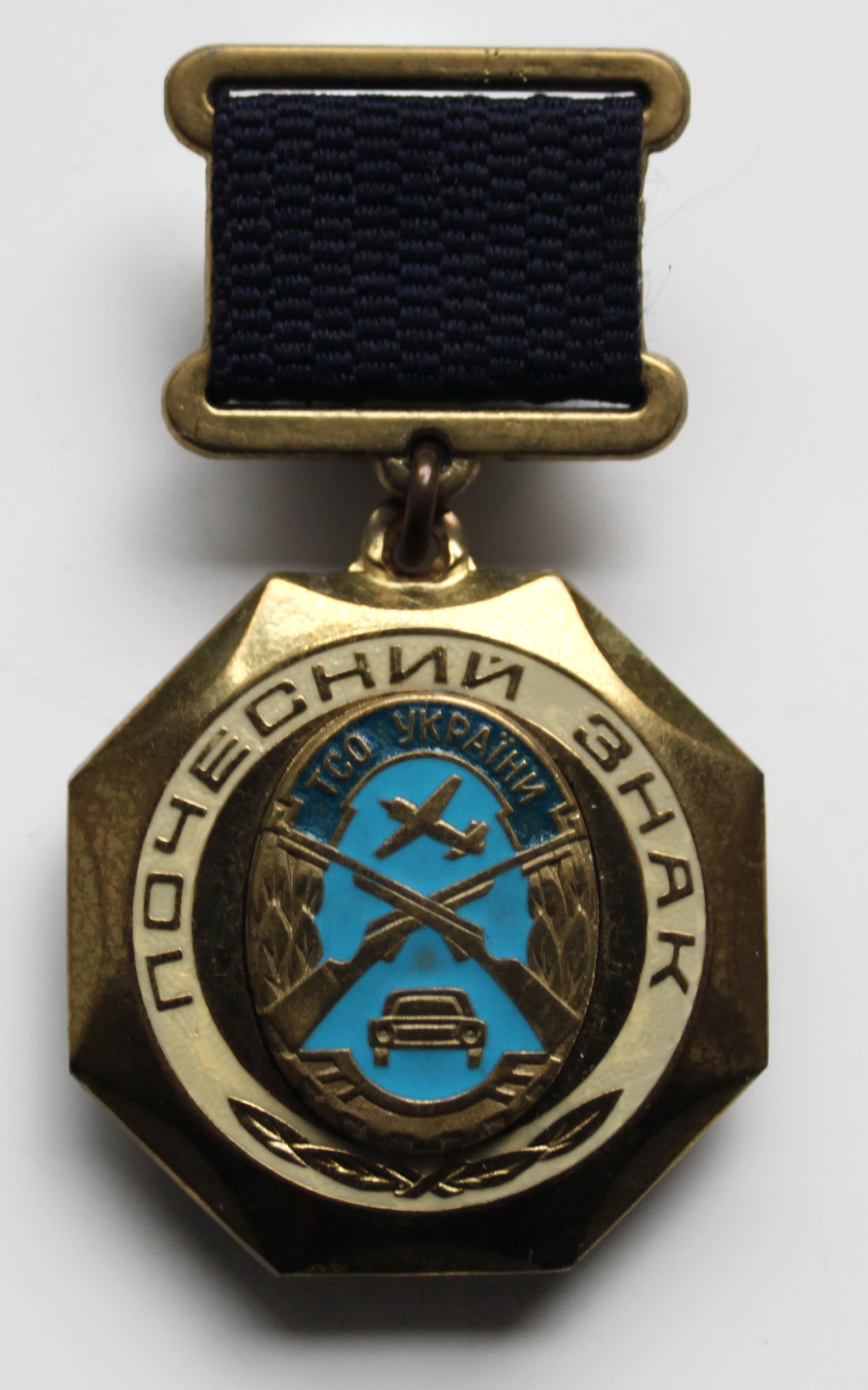
Почётный знак ОСО Украины

Почетный знак Общества содействия обороне Украины — это высшая награда оборонного Общества государства Украина . Она существует с момента обретения Украиной независимости.
Почетный знак Общества содействия обороне Украины вручается по решению Бюро Центрального Комитета ОСОУ. К нему прилагается удостоверение установленного образца.
Почетный знак Общества содействия обороне Украины вручают представителям Общества, которые являются его членами 20 и более лет, ведут активную работу по популяризации ОСОУ, занимаются подготовкой выдающихся украинских спортсменов в военно-прикладных и технических видах спорта, готовят молодежь к защите Родины, являются образцом для других членов Общества.
Этот почетный знак относится к специальным наградам Украины. Он не дает права на прибавку к пенсии.

## Руководство общества
- Петровский Григорий Иванович
- Чубарь Влас Яковлевич
- Фрунзе Михаил Васильевич
- Богданов Михаил Сергеевич (1928—1937)
- Попов Н. В. (1937—1938)
- Степанов Арсений Георгиевич (1938)
- Бушев Сергей Михайлович (1938—1941)
- Нестеров Н. И. (1941—1945)
- Саенко Г. И. (1945—1955)
- Жмаченко Филипп Феодосьевич (1955—1966)
- Покальчук Антон Федосеевич (1967—1978)
- Коротченко Александр Демьянович (1978—1987)
- Харчук Борис Игнатьевич (1987—1998)
- Дончак Владимир Андреевич (1998—2010)
- Тимченко Виктор Николаевич[укр.] (21.04.2010—?)
- Кошин Сергей Мефодиевич (с 2017 года)